# بنیمارفول
بِنیمارفول (به اسپانیایی: Benimarfull) دهستانی در استان آلیکانتهٔ اسپانیا است.
در این دهستان ۴۴۰ نفر زندگی می‌کنند. مساحت این دهستان ۵٫۴۵ کیلومتر مربع است.